# HMS Genista (K200)
HMS Genista (K200) je bila korveta razreda flower Kraljeve vojne mornarice, ki je bila operativna med drugo svetovno vojno.

## Zgodovina
Leta 1947 so ladjo prodali in jo pričeli uporabljati kot vremensko ladjo. Leta 1961 so ladjo razrezali.